# عبدالرحمن مصبح
عبدالرحمن مصبح (انگلیسی: Abdulrahman Mesbeh؛ زادهٔ ۷ ژانویهٔ ۱۹۸۴) یک بازیکن فوتبال اهل قطر است.

## باشگاهی
از باشگاه‌هایی که در آن بازی کرده‌است می‌توان به الریان، القطر، الاهلی قطر، اشاره کرد.

## تیم ملی
وی همچنین در تیم ملی فوتبال قطر بازی کرده است.